# Robert MacBryde
Robert MacBryde (Maybole, 5 de dezembro de 1913 – Dublim, 6 de maio de 1966) foi um pintor e cenógrafo escocês.

## Biografia
Robert MacBryde nasceu em Maybole, Ayrshire, em 5 de dezembro de 1913. Trabalhou em uma fábrica, depois de abandonar a escola e antes de ingressar na Escola de Arte de Glasgow, onde conheceu Robert Colquhoun, com quem estabeleceu uma relação homosexual e artística. Os dois Roberts, como ficaram conhecidos, se formaram em 1938.
Em 1939, mudou-se para Londres, onde, dois anos depois, abriu um estúdio com MacBryde. Os dois dividiram uma casa com John Minton e Jankel Adler. Realizou sua primeira exposição individual na Lefevre Gallery, Londres, em 1943.
Após a Segunda Guerra Mundial, Colquhoun e MacBryde também produziram juntos uma série de cenografias teatrais, incluindo Macbeth de John Gielgud e Scottish ballet Donald de Léonide Massine. Faleceu na cidade de Dublim em 6 de maio de 1966.